# Eugène (voornaam)
Eugène is de Franse vorm van de Griekse naam Εὐγενής (Eugenēs), Latijnse vorm: Eugenius, die welgeboren betekent. 
Er zijn verschillende varianten van de naam Eugène, verkorte vorm Gène. In Vlaanderen en Nederland zegt men Eugeen, in Duitsland Eugen of Egon en in Engeland Eugene (verkort Gene).
Naamsdragers:
- Gène Bervoets, Belgisch-Vlaamse acteur
- Gene Hackman, Amerikaanse acteur
- Egon Schiele, Oostenrijkse schilder
- Eugène Delacroix, Franse schilder
- Eugène de Beauharnais, de stiefzoon van Napoleon Bonaparte
- Gene Simmons, de zanger van Kiss, voorheen Chaim Witz
- de hoofdfiguur in de gelijknamige roman Jevgeni Onegin van Poesjkin
- Jevgeni Popov, Russische schrijver